# Équipe d'Espagne de rugby à XV des moins de 20 ans
L'équipe d'Espagne des moins de 20 ans est constituée par une sélection des meilleurs joueurs espagnols de rugby à XV de moins de 20 ans, sous l'égide de la Fédération espagnole de rugby à XV.

## Histoire
L'équipe d'Espagne des moins de 20 ans est créée en 2008, remplaçant les équipes d'Espagne des moins de 21 ans et des moins de 19 ans à la suite de la décision de l'IRB en 2007 de restructurer les compétitions internationales junior.
En 2016, la sélection espagnole participe pour la première fois de son histoire au championnat du monde junior. Elle se hisse jusqu'en finale, s'inclinant contre les Samoans.
Alors que l'Espagne est désignée pour organisée l'édition 2020 du Trophée mondial, son équipe est automatiquement qualifiée parmi les participants ; la compétition sera néanmoins annulée en raison de la pandémie de Covid-19. En 2023, pour la reprise de la compétition, elle s'impose en finale contre les Uruguayens et est sacrée pour la première fois de son histoire ; elle est de fait qualifiée la saison suivante pour disputer le championnat du monde.

## Palmarès
- Trophée mondial de rugby à XV des moins de 20 ans :
  - Vainqueur : 2023.
  - Finaliste : 2016.
- Championnat d'Europe de rugby à XV des moins de 20 ans :
  - Vainqueur : 2021, 2022.
  - Finaliste : 2017, 2018, 2019.